# Theorema Egregium

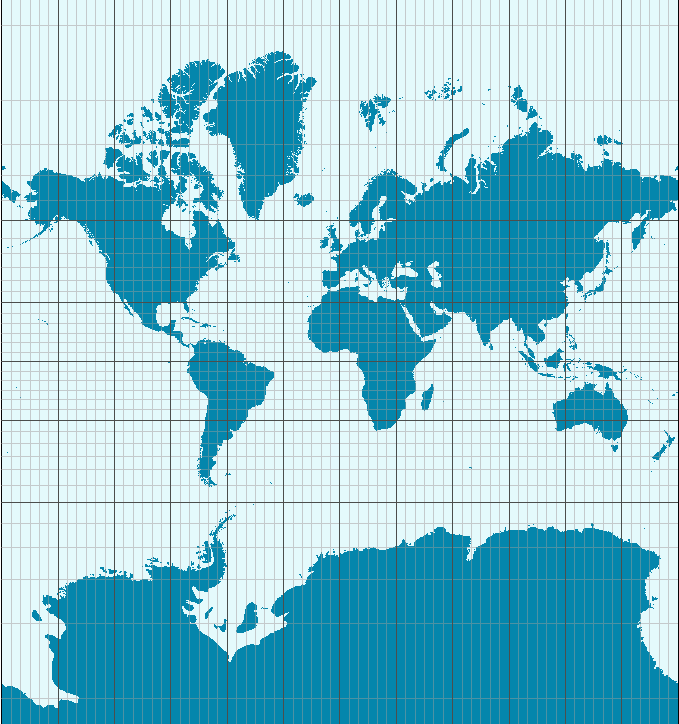
Konsekwencją Theorema Egregium jest to, że powierzchni Ziemi nie można pokazać na mapie bez zniekształcenia. Odwzorowanie walcowe równokątne, widoczne na ilustracji, zachowuje kąty, ale nie powierzchnię.

Twierdzenie wyborne (łac. Theorema Egregium) – twierdzenie, którego dowiódł Carl Friedrich Gauss w 1827.

## Treść twierdzenia i wnioski
Jeśli jakąkolwiek powierzchnię w {\displaystyle \mathbb {R} ^{3}} odwzorujemy izometrycznie na inną, to krzywizna zostanie zachowana. To znaczy, że krzywizna jest niezmiennikiem przekształcenia izometrycznego, tj. takiego które nie zmienia odległości dowolnej pary punktów na przekształcanej powierzchni.
Z twierdzenia wynika, że żadnego obszaru sfery nie można spłaszczyć zachowując jednocześnie odległości punktów, ponieważ krzywizna sfery (dodatnia) jest różna od krzywizny płaszczyzny (równej zero).
Theorema Egregium zmieniło sposób patrzenia na geometrię, przyczyniło się do powstania geometrii różniczkowej i dało podstawy pod współczesną kosmologię oraz ogólną teorię względności.